# مرحله مقدماتی جام جهانی فوتبال ۲۰۱۸ (آمریکای جنوبی)
مرحله مقدماتی جام جهانی فوتبال ۲۰۱۸ (کونمبول) مسابقاتی از سری مسابقات مقدماتی جام جهانی فوتبال ۲۰۱۸ می‌باشد که به علت وجود کشورهای کم در این قاره در یک گروه و یک مرحله برگزار شد و از طریق آن تیم‌های عضو کنفدراسیون فوتبال کونمبول در جام جهانی فوتبال ۲۰۱۸ نیز شناخته شدند. قارهٔ آمریکای جنوبی ۴ سهمیه مستقیم و یک نیم سهمیه برای مسابقات جام جهانی فوتبال ۲۰۱۸ دارد.

## تیم‌ها
تیم‌های پررنگ به جام جهانی صعود کرده‌اند. تیم مورب نیز به پلی-آف بین کنفدراسیونی راه یافته.
| شماره قرعه | تیم      | رتبه در فیفا در آغاز مسابقات |
| ---------- | -------- | ---------------------------- |
| ۱          | کلمبیا   | ۵                            |
| ۲          | شیلی     | ۹                            |
| ۳          | پاراگوئه | ۶۱                           |
| ۴          | آرژانتین | ۱                            |
| ۵          | برزیل    | ۷                            |
| ۶          | اکوادور  | ۳۱                           |
| ۷          | ونزوئلا  | ۶۹                           |
| ۸          | بولیوی   | ۶۷                           |
| ۹          | پرو      | ۵۰                           |
| ۱۰         | اروگوئه  | ۲۰                           |

## جدول رده‌بندی
| رتبه | تیم      | بازی | ب  | م | ش  | گ.ز. | گ.خ. | ت.گ. | امتیاز | دستاورد                        |
| ---- | -------- | ---- | -- | - | -- | ---- | ---- | ---- | ------ | ------------------------------ |
| ۱    | برزیل    | ۱۸   | ۱۲ | ۵ | ۱  | ۴۱   | ۱۱   | ۳۰+  | ۴۱     | صعود به جام جهانی ۲۰۱۸         |
| ۲    | اروگوئه  | ۱۸   | ۹  | ۴ | ۵  | ۳۲   | ۲۰   | ۱۲+  | ۳۱     | صعود به جام جهانی ۲۰۱۸         |
| ۳    | آرژانتین | ۱۸   | ۷  | ۷ | ۴  | ۱۹   | ۱۶   | ۳+   | ۲۸     | صعود به جام جهانی ۲۰۱۸         |
| ۴    | کلمبیا   | ۱۸   | ۷  | ۶ | ۵  | ۲۱   | ۱۹   | ۲+   | ۲۷     | صعود به جام جهانی ۲۰۱۸         |
| ۵    | پرو      | ۱۸   | ۷  | ۵ | ۶  | ۲۷   | ۲۶   | ۱+   | ۲۶     | صعود به پلی-آف بین کنفدراسیونی |
| ۶    | شیلی     | ۱۸   | ۸  | ۲ | ۸  | ۲۶   | ۲۷   | ۱-   | ۲۶     |                                |
| ۷    | پاراگوئه | ۱۸   | ۷  | ۳ | ۸  | ۱۹   | ۲۵   | ۶-   | ۲۴     |                                |
| ۸    | اکوادور  | ۱۸   | ۶  | ۲ | ۱۰ | ۲۶   | ۲۹   | ۳-   | ۲۰     |                                |
| ۹    | بولیوی   | ۱۸   | ۴  | ۲ | ۱۲ | ۱۶   | ۳۸   | ۲۲-  | ۱۴     |                                |
| ۱۰   | ونزوئلا  | ۱۸   | ۲  | ۶ | ۱۰ | ۱۹   | ۳۵   | ۱۶-  | ۱۲     |                                |

| برزیل | اروگوئه | آرژانتین | کلمبیا | پرو | شیلی | پاراگوئه | اکوادور | بولیوی | ونزوئلا |
| ----- | ------- | -------- | ------ | --- | ---- | -------- | ------- | ------ | ------- |
| —     | ۲–۲     | ۳–۰      | ۲–۱    | ۳–۰ | ۳–۰  | ۳–۰      | ۲–۰     | ۵–۰    | ۳–۱     |
| ۴-۱   | —       | ۰-۰      | ۳–۰    | ۱–۰ | ۰-۳  | ۴–۰      | ۲–۱     | ۴–۲    | ۳–۰     |
| ۱-۱   | ۱–۰     | —        | ۳–۰    | ۰–۰ | ۱–۰  | ۰–۱      | ۰–۲     | ۲–۰    | ۱–۱     |
| ۱–۱   | ۲–۲     | ۰–۱      | —      | ۲–۰ | ۰–۰  | ۱–۲      | ۳–۱     | ۱–۰    | ۲–۰     |
| ۰–۲   | ۲–۱     | ۲–۲      | ۱-۱    | —   | ۳–۴  | ۱–۰      | ۲–۱     | ۲–۱    | ۲-۲     |
| ۲–۰   | ۳–۱     | ۱–۲      | ۱–۱    | ۲–۱ | —    | ۰–۳      | ۲–۱     | ۳–۰    | ۱-۳     |
| ۲–۲   | ۱–۲     | ۰–۰      | ۰–۱    | ۱–۴ | ۲–۱  | —        | ۲–۱     | ۲–۱    | ۱-۰     |
| ۰–۳   | ۲–۱     | ۱–۳      | ۰–۲    | ۱–۲ | ۳–۰  | ۲–۲      | —       | ۲–۰    | ۰-۳     |
| ۰–۰   | ۰–۲     | ۲–۰      | ۲–۳    | ۰–۳ | ۱–۰  | ۱–۰      | ۲–۲     | —      | ۲-۴     |
| ۰–۲   | ۰–۰     | ۲–۲      | ۰–۰    | ۲–۲ | ۱–۴  | ۰–۱      | ۱ ۳     | ۰-۵    | —       |

## پلی-آف بین کنفدراسیونی
در پایان رقابت‌های مقدماتی تیم ملی فوتبال پرو با تفاضل گل بهتر نسبت به تیم ملی فوتبال شیلی، توانست به عنوان تیم پنجم راهی بازی پلی-آف بین کنفدراسیونی مقابل نماینده اقیانوسیه شود.
| تیم ۱    | نتیجه نهایی | تیم ۲ | بازی رفت | بازی برگشت |
| -------- | ----------- | ----- | -------- | ---------- |
| نیوزیلند | ۲-۰         | پرو   | ۰-۰      | ۲-۰        |

## تیم‌های راه‌یافته
در زیر، لیست تیم‌های راه‌یافته به مرحله نهایی تورنمنت از طرف کونمبول را مشاهده می‌کنید.
| تیم      | نحوه صعود | تاریخ صعود    | حضورهای پیشین در مرحله نهایی تورنمنت۱                                                                                    |
| -------- | --------- | ------------- | --- |
| برزیل    | تیم اول   | ۲۸ مارس ۲۰۱۷  | (۱۹۳۰، ۱۹۳۴، ۱۹۳۸، ۱۹۵۰, ۱۹۵۴، ۱۹۵۸، ۱۹۶۲، ۱۹۶۶، ۱۹۷۰، ۱۹۷۴، ۱۹۷۸، ۱۹۸۲، ۱۹۸۶، ۱۹۹۰، ۱۹۹۴، ۱۹۹۸، ۲۰۰۲، ۲۰۰۶، ۲۰۱۰، ۲۰۱۴) |
| اروگوئه  | تیم دوم   | ۱۰ اکتبر ۲۰۱۷ | ۱۲ (۱۹۳۰، ۱۹۵۰، ۱۹۵۴، ۱۹۶۲، ۱۹۶۶، ۱۹۷۰، ۱۹۷۴، ۱۹۸۶، ۱۹۹۰، ۲۰۰۲، ۲۰۱۰، ۲۰۱۴)                                              |
| آرژانتین | تیم سوم   | ۱۰ اکتبر ۲۰۱۷ | ۱۶ (۱۹۳۴، ۱۹۵۸، ۱۹۶۲، ۱۹۶۶، ۱۹۷۴، ۱۹۷۸، ۱۹۸۲، ۱۹۸۶، ۱۹۹۰، ۱۹۹۴، ۱۹۹۸، ۲۰۰۲، ۲۰۰۶، ۲۰۱۰، ۲۰۱۴)                            |
| کلمبیا   | تیم چهارم | ۱۰ اکتبر ۲۰۱۷ | ۵ (۱۹۶۲، ۱۹۹۰، ۱۹۹۴، ۱۹۹۸، ۲۰۱۴)                                                                                         |

۱ پررنگ نمایانگر قهرمانی در آن دوره می‌باشد. مورب نمایانگر میزبان بودن در آن دوره می‌باشد.